# New Brighton (Merseyside)
New Brighton – wieś w Anglii, w hrabstwie ceremonialnym Merseyside, w dystrykcie metropolitalnym Wirral, położona nad Morzem Irlandzkim, na półwyspie Wirral. Leży 6 km na północny zachód od centrum Liverpool i 292 km na północny zachód od Londynu. W 2001 miejscowość liczyła 14 450 mieszkańców.
W latach 1900–1921 istniała tutaj wieża widokowa New Brighton Tower, wówczas najwyższa budowla w Wielkiej Brytanii.